# Štítná nad Vláří-Popov
Štítná nad Vláří-Popov (en allemand : Stitna an der Wlara) est une commune du district de Zlín, dans la région de Zlín, en République tchèque. Sa population s'élevait à 2 176 habitants en 2020.

## Géographie
Štítná nad Vláří-Popov est arrosée par la Vláře, et se trouve à 5 km au sud-ouest de Brumov-Bylnice, à 29 km au sud-est de Zlín, à 101 km à l'est-sud-est de Brno et à 279 km au sud-est de Prague.
La commune est limitée par Vlachovice au nord, par Brumov-Bylnice à l'est, par la Slovaquie au sud et par Rokytnice, Jestřabí et Bohuslavice nad Vláří à l'ouest.

## Histoire
La première mention écrite du village date de 1374.

## Administration
La commune se compose de deux quartiers :
- Popov
- Štítná nad Vláří

## Transports
Par la route, Štítná nad Vláří-Popov se trouve à 5 km de Brumov-Bylnice, à 42 km de Zlín, à 119 km de Brno et à 326 km de Prague.